# 荒木寅三郎

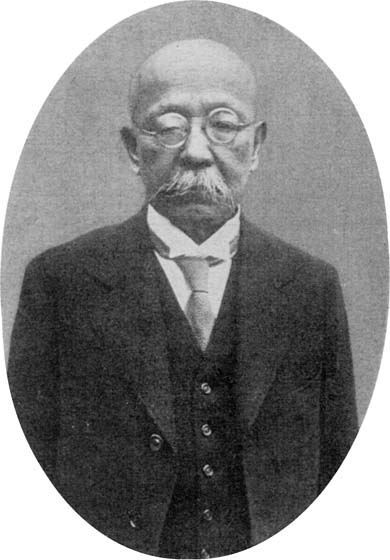
荒木寅三郎

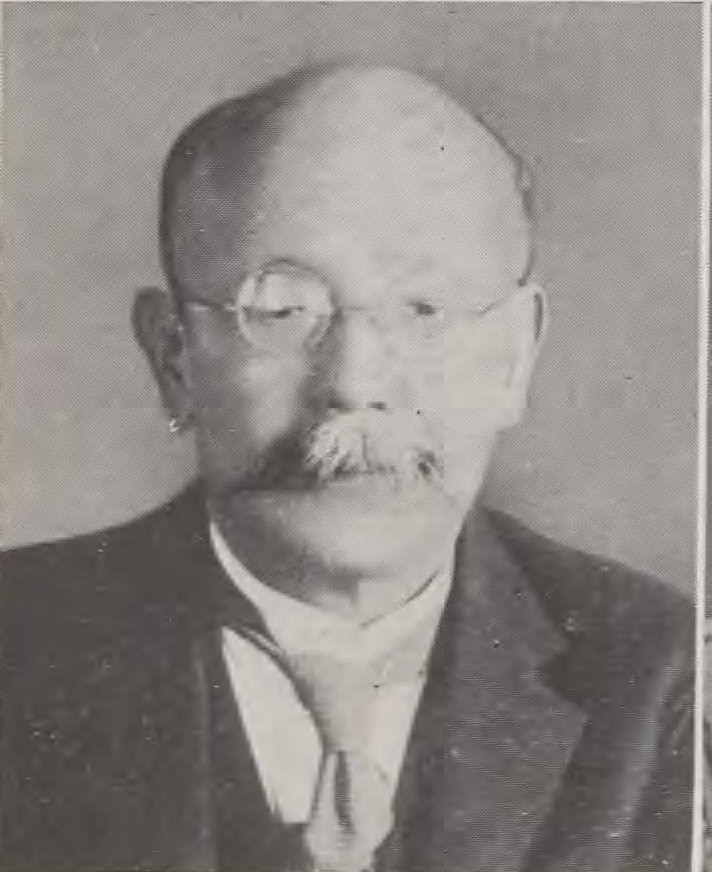
荒木寅三郎

荒木 寅三郎（あらき とらさぶろう 1866年11月23日（慶応2年10月17日）- 1942年（昭和17年）1月28日）は、日本の医学者。京都帝国大学総長、学習院長や枢密顧問官を歴任する。

## 経歴
1866年（慶応2年）に上野国碓氷郡板鼻宿（現：群馬県安中市）に、儒医の次男として生まれた。11歳の時に東京に遊学し、萩原塾に学ぶ。1882年（明治15年）東京帝国大学医科大学別課医学科に入学。1887年（明治20年）同課を卒業後、郷里で医師として家業を継ぐ。

その後1888年（明治21年）に上京し、東京帝国大学医科大学生理学教室の大沢謙二教授の下に入門。1889年（明治22年）4月、シュトラースブルク大学へ留学。ホッペ＝ザイラー教授に師事し、生化学を学ぶ。1896年（明治29年）1月、第三高等学校医学部の生理学・衛生学教授となる。1899年（明治32年）9月、京都帝国大学医科大学医化学講座担当教授となる。1903年（明治36年）には京都帝国大学医科大学長となる。1914年（大正3年）4月28日、京都帝国大学総長事務取扱に就任し、同年8月19日まで務めた。1915年（大正4年）6月15日に、京都帝国大学で初めて公選により総長に就任。京都帝国大学総長在任中の1920年（大正9年）12月27日には帝国学士院会員に選定される。1928年（昭和3年）6月11日に、フランス政府からグラン・オフィシエ・ドラゴン・ド・ランナン勲章を受く。総長辞任後の1929年（昭和4年）に京都帝国大学名誉教授となり、同年10月には学習院院長に任命される。
1937年（昭和12年）に辞意を表明し、同年4月に辞任。同月、枢密顧問官に親任される。1937年（昭和12年）2月1日、勲一等旭日大綬章を受章。1942年（昭和17年）1月28日狭心症のため急逝。満75歳没。同月30日正二位に叙される。墓所は安中市板鼻の古墳の一角にある(安中市指定史跡)。

## 研究業績
彼の研究には、生化学と分子生物学の発展を支える基礎となる業績が見受けられる。一つには、酸素欠乏時の動物体内における乳酸形成の研究があり、乳酸の生成を筋肉の無細胞抽出液により証明している。これは後の解糖系代謝の解明につながる生化学研究の重要な基礎をなしたものといえる。また彼は、腸粘膜にDNA分解酵素DNaseが存在することを初めて発見した。後に遺伝現象を担う物質がDNAであることを証明するためにこの酵素がその手段として利用され、これにより分子生物学の基礎が形作られることになる。

## 親族
- 妻・きん - 井上仁吉の妹[7]。
- 長男・新太郎 - 京都府立医科大学予科教授
  - 妻・せつ - 京都帝国大学医学部教授森島庫太の長女。
- 娘は陸軍軍医中将石井四郎に嫁ぐ。

## 栄典
位階
- 1896年（明治29年）3月30日 - 正七位[8]
- 1898年（明治31年）4月30日 - 従六位[8]
- 1900年（明治33年）9月21日 - 正六位[8]
- 1902年（明治35年）12月10日 - 従五位[8]
- 1905年（明治38年）10月20日 - 正五位[8][9]
- 1911年（明治44年）3月31日 - 従四位[8]
- 1916年（大正5年）5月1日 - 正四位[8]
- 1921年（大正10年）5月30日 - 従三位[8]
- 1928年（昭和3年）12月1日 - 正三位[8]
- 1936年（昭和11年）7月15日 - 従二位[8]
- 1942年（昭和17年）1月28日 - 正二位[8][10]

勲章等
- 1907年（明治40年）12月27日 - 勲四等瑞宝章[8]
- 1912年（明治45年）6月27日 - 勲三等瑞宝章[8]
- 1915年（大正4年）11月10日 - 大礼記念章（大正）[8]
- 1919年（大正8年）
  - 5月24日 - 旭日中綬章[8][11]
  - 6月28日 - 勲二等瑞宝章[8]
- 1928年（昭和3年）12月28日 - 勲一等瑞宝章[8]
- 1937年（昭和12年）2月1日 - 旭日大綬章[8]
- 1940年（昭和15年）8月15日 - 紀元二千六百年祝典記念章[8][12]